# Cosmisoma argyreum
Cosmisoma argyreum är en skalbaggsart som beskrevs av Bates 1870. Cosmisoma argyreum ingår i släktet Cosmisoma och familjen långhorningar. Inga underarter finns listade i Catalogue of Life.